# Buzludzsa
A Buzludzsa (bolgárul: Бузлуджа, neve a török buzlu jeges szóból származik) történelmi jelentőségű csúcs a bulgáriai Közép-Balkán-hegységében. A hegy a Sipka-hágótól keletre helyezkedik el, Kazanlak város közelében. A hegy csúcsa 1432 méter magas. 1942-ben Hadzsi Dimitarra (Хаджи Димитър) nevezték át, ám továbbra is Buzludzsa néven ismert. Nevezetességét a tetején emelt befejezetlen kommunista emlékmű, illetve annak a maradványa adja.

## A Buzludzsa-emlékmű
1868-ban ezen a helyen zajlott a végső ütközet a Hadzsi Dimitar és Sztefan Karadzsa által vezetett bolgár lázadók és az Oszmán Birodalom csapatai között. 1868 július 31-én Hadzsi Dimitar és az általa vezetett 30 csetnik vesztesen került ki a 700 oszmánnal vívott küzdelemből; csak négy bolgár maradt élve. Helytállásuk inspirációt adott tíz évvel később Bulgária felszabadításához az oszmánok fennhatósága alól; a döntő csata innen nem messze, a Sipka-hágón zajlott. 
Az hősök előtti tiszteletadás szellemében építették az emlékművet közadakozásból, 1971 és 1981 között, az akkori (kommunista) esztétikai elvárásoknak megfelelően.
Az emlékművet 1981-ben avatták fel, emléket állítva Bulgária 1300 éves államiságának. Az építmény a korszellemnek megfelelően minden szegletében a kommunizmus mindenhatóságát hirdette. A repülőcsészealj-formájú főépület mellett egy torony magasodott, rajta, vagyis inkább benne egy hatalmas vörös csillag volt.
Az emlékmű megépítése hétmillió (más forrás szerint 15 millió) dollárba került. 

## Napjainkban

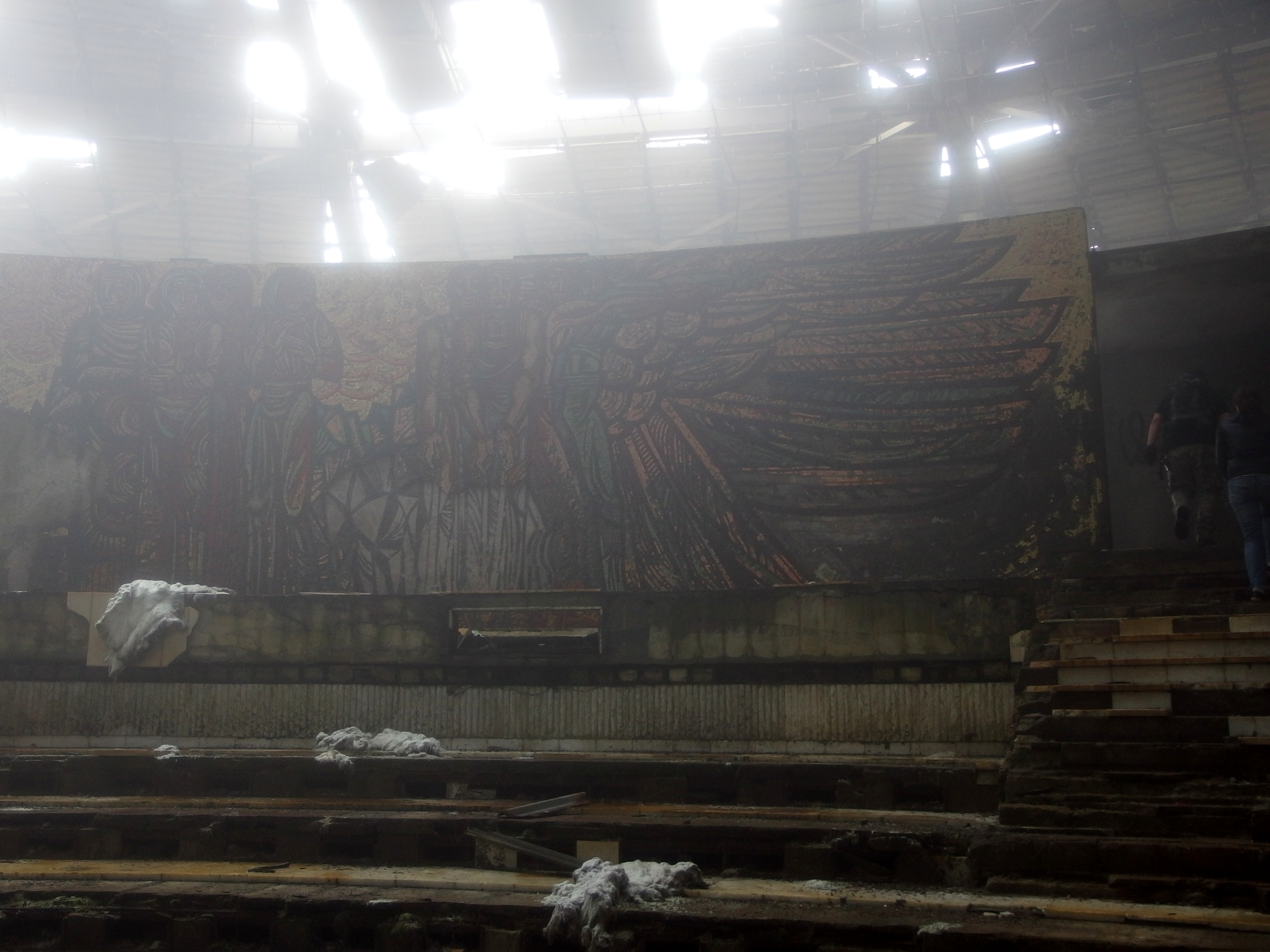
A Buzludzsa-emlékmű beltere

A rendszerváltást követően az épületet magára hagyták,  a szocializmus bukását követően még elhanyagoltabb lett, mint azt megelőzően. Graffitisek és romturisták látogatják csak az egyébként lezárt építményt. 
Még így pusztulófélben is impozáns látványt nyújt, amint a beszakadozott tetőszerkezetén keresztül a nap megvilágítja a homályban rejtőző belterét, vagy máskor pedig hó és vastagra hízott dér borítja a szerkezetét.